# Asociación Deportiva San Agustín
La Asociación Deportiva San Agustín, conocida popularmente como San Agustín, fue un club de fútbol del Perú, de la ciudad de Lima en el Departamento de Lima. Fue fundado el 9 de agosto de 1970, con el nombre inicial de Club San Francisco de Lince. 
En 1983 cambió de nombre a Huracán San Agustín de San Isidro tras adquirir al Huracán San Isidro. Finalmente en 1984 pasó a ser Deportivo San Agustín logrando ascender a la Primera División en 1985 . Luego llegó a ser campeón regional 1986 y campeón nacional en el mismo año al derrotar al Alianza Lima.

## Historia

### Primeros años
El Club Deportivo San Agustín fue fundado el 9 de agosto de 1970 con el nombre de Club San Francisco en el barrio San Eugenio del distrito de Lince. 
En 1972 fue renombrado inicialmente como Huracán San Francisco, al cambiar su sede al distrito del San Isidro. El año 1981 participó en la Liga Mayor de Fútbol de Lima donde quedó subcampeón. En 1983 adquirió al Huracán San Isidro y participó como invitado en la Segunda División 1983 como Huracán San Agustín, quedando en segundo lugar detrás del Unión González Prada. 
Desde 1984 obtuvo su nombre definitivo de Deportivo San Agustín tras pasar a ser auspiciado por el colegio San Agustín bajo la tutela del padre Cesáreo Fernández de las Cuevas, quien fue el hacedor de uno de los equipos más sorprendentes que ha registrado la historia del balompié peruano.

### Ascenso a Primera
En 1984 no tuvo éxito en la Segunda División pero ese año se había creado el Torneo Intermedia de 1984, por su posición en la tabla jugó en el «Intermedio» B accediendo a la Liguilla de promoción donde obtuvo uno de los dos cupos luego de un reclamo contra Deportivo AELU (que fue castigado en 1985) que le permitió jugar la Primera División de 1985.
En 1986 se consagró campeón nacional al ganar el Regional y vencer en la final a Alianza Lima. En esa campaña, tuvo como principales figuras a Héctor Martín Yupanqui, Jaime Duarte, José Chemo del Solar, Roberto Martínez y José Burrito Ziani, todos dirigidos por Fernando Cuéllar.
El cuadro canario participó en la Copa Libertadores de América con Alianza Lima frente a los clubes uruguayos Progreso y Peñarol, y mantuvo protagonismo en la Zona Metropolitana, con algunos altibajos con lo que se hizo de un espacio estable en la máxima categoría. Sin embargo, a fines de los '80, el padre Cesáreo Fernández de las Cuevas fue trasladado a Centroamérica por su congregación, con lo que el colegio perdió todo interés en seguir apoyando al club. Este terminó en manos de diversos dirigentes, entre los que destacó José Onetto, Becerra y Luis Hernández.
En 1989 debió definir la permanencia con Deportivo Municipal, aunque luego se resolvió que ninguno perdería la categoría. 
Luego de la reducción de equipos de 1992, San Agustín se acostumbró a luchar por la categoría en cada Descentralizado. Sin embargo en 1993, en un partido frente al Unión Huaral su mejor jugador Edson Domínguez realiza su mejor gol del cuadro canario. La jugada era muy similar y emulaba a la que realizó Diego Armando Maradona en el Mundial de Fútbol de 1986. 
Ya para el año 1996 la dirigencia tomó la decisión de cambiar la localía del equipo a Trujillo, ciudad que luego del descenso de Carlos A. Mannucci en 1994 había quedado sin representación en la máxima categoría. Pero la idea jugó en contra, en el Mansiche el público jamás acompañó a los canarios y estos acabaron por hundirse en el fondo de la tabla perdiendo la categoría ese mismo año. 
En 1997 también descendieron de Segunda y acabaron inscribiéndose en 1998 en la Liga de San Juan de Lurigancho donde desaparecieron por un tiempo.

### Resurgimiento
Luego de 13 años de permanecer inactivo, un 11 de enero del 2011 el club regresa a la competencia, esta vez con el nombre por Asociación Deportiva San Agustín y se inscribió en la Liga Distrital de Lince, obteniendo el campeonato 2011 y clasificando a las Interligas de Lima, donde sería eliminado por Juventud América de Chorrillos. Durante el año 2012, San Agustín fue campeón de la Liga de Lince y disputó las clasificatorias en el torneo de las interligas pero fue eliminado por Atlético Tornado de Ate, en la cuarta fase de la etapa provincial de Lima. Para la temporada 2015, San Agustín vuelve coronarse campeón de la liga y clasifica al torneo de Interligas de Lima.  Participó la primera fase, sin embargo fue eliminado por los clubes de su grupo: Social Pacífico, Juventud Santa Rosa y ADC Jungla.
Campeonó en la Liga de Lince 2016, clasificando al Interligas de Lima del mismo periodo. Derrotó por 4 - 0 al Real Club de Lima de San Isidro  y llegó hasta la cuarta fase del Interligas donde fue eliminado en su grupo por Cultural Progreso de El Agustino. Para la temporada 2017, el club decidió no participar debido a que la Liga de Lince se está llevando a cabo en otro distrito de la capital, lejos del primero. Desde entonces no compite en torneos oficiales.

## Uniforme
- Uniforme titular: Camiseta amarilla, pantalón rojo y medias amarillas.
- Uniforme alternativo: Camiseta blanca, pantalón blanco y medias blancas.

Uniforme Club San Francisco 1970/1971
| Titular 1 | Titular 2 |

Uniforme Huracán San Isidro 1972/1973
| Titular 1 | Titular 2 |

Uniforme Huracán San Isidro 1974-1982
| Titular 1 | Titular 2 | Alterno |

Uniforme Huracán San Agustín 1983/1984
| Titular |

Uniforme Deportivo San Agustín 1985-1987
| Titular 1 | Titular 2 | Alterna 1 | Alterno 2 |

Uniforme 1988-1994
| Titular 1 | Titular 2 | Titular 3 | Alterno 1 | Alterno 2 |

Uniforme 1995-96
| Titular | Alterna 1 | Alterna 2 |

Uniforme Asociación Deportiva San Agustín 2011/2012
| Titular |

Uniforme 2013
| Titular | Alterna |

Uniforme 2014
| Titular |

Uniforme 2015
| Titular |

Uniforme 2016
| Titular |

### Indumentaria y patrocinador
| Periodo       | Patrocinador  |
| ------------- | ------------- |
| 1994          | Crack         |
| 1995-1996     | Loma's        |
| 2011          | Walon         |
| 2012          | Sin proveedor |
| 2013          | Palant        |
| 2014-presente | Penalty       |

| Periodo       | Patrocinador            |
| ------------- | ----------------------- |
| 1987          | Tekno                   |
| 1991          | Rinok                   |
| 1994          | Crack                   |
| 1996          | Cerveza Pilsen Trujillo |
| 2012          | Fipronex                |
| 2013          | Bulova                  |
| 2014-presente | Sysco                   |

## Datos del club
- Fundación: 9 de agosto de 1970 (52 años)
- Temporadas en Primera División: 12 (1985-1996).
- Temporadas en Segunda División: 3 (1983-1984, 1997).
- Mayores goleadas:
  - En campeonatos nacionales de local: Deportivo San Agustín 4:0 Defensor Lima (Fecha 7 del Campeonato Descentralizado 1994)
  - En campeonatos nacionales de local: San Agustín 16:0 Kurmi Soccer D'Mas (30 de marzo de 2014)[3]
  - En campeonatos nacionales de visita: Defensor Lima 1:3 Deportivo San Agustín (Fecha 18 del Campeonato Descentralizado 1992)
  - En campeonatos nacionales de visita: Unión Minas 1:3 Deportivo San Agustín (Fecha 3 del Campeonato Descentralizado 1994)
  - En campeonatos internacionales de local: San Agustín 3:1  Progreso (12 de mayo de 1987)
  - En campeonatos internacionales de visita: Ninguno
- Mayor goleada recibida:
  - En campeonatos nacionales de local:
  - En campeonatos nacionales de local: Deportivo San Agustín 0:6 Atlético Defensor Lima (Fecha 29 Campeonato Descentralizado de 1993)
  - En campeonatos nacionales de visita: Deportivo San Agustín 0:6 Alianza Lima (Fecha 4 del Campeonato Descentralizado 1996)
  - En campeonatos internacionales de local: San Agustín 0:2 Alianza Lima (6 de marzo de 1987)
  - En campeonatos internacionales de visita:  Progreso 3:0 San Agustín (2 de junio de 1987)
- Mejor puesto en la liga: 1.º
- Peor puesto en la liga: 16.º

### Participaciones internacionales
| Torneo                           | Ediciones |
| -------------------------------- | --------- |
| Copa Libertadores de América (1) | 1987.     |

### Por competición
| Torneo                       | Temp. | PJ | PG | PE | PP | GF | GC | Dif. | Pts. | Mejor desempeño |
| ---------------------------- | ----- | -- | -- | -- | -- | -- | -- | ---- | ---- | --------------- |
| Copa Libertadores de América | 1     | 6  | 1  | 1  | 4  | 5  | 11 | -6   | 3    | Fase de grupos  |
| Total                        | 1     | 6  | 1  | 1  | 4  | 5  | 11 | -6   | 3    | —               |

## Entrenadores
- Fernando Cuéllar Ávalos (1985)
- Roberto Chale (1985)
- José Fernández (1986)
- Fernando Cuéllar Ávalos (1986-1987)
- Luis Cruzado (1987)
- Roberto Chale (1987)
- Luis Zacarías (1988-1989)
- Roberto Chale (1989-1990)
- Freddy Bustamante (1991)
- Carlos Daniel Jurado (1992)
- Gonzalo Santo (1993)
- Ronald Amoretti (1993)
- Walter Chinchay (1993)
- Fernando Cuéllar Ávalos (1994)
- Walter Chinchay (1994)
- Ronald Amoretti (1994-1995)
- Carlos Daniel Jurado (1995)
- Segundo Cruz (1995)
- Oscar Hamada (1995-1996)
- Roberto Challe (1996)
- Guillermo Noé (1996-1997)
- Ernesto Aguirre (1997)
- César Gonzales (1997)
- Ronald Amoretti (1997)
- Rafael Abelardo Castañeda Castañeda (2012)
- Rony Revollar (2012)

## Filiales

### Colegio San Agustín
Es la institución educativa perteneciente al distrito de San Isidro. A su vez, dio origen al club Deportivo San Agustín. Sus alumnos, participan en campeonatos internos de fútbol e interescolares. Adicionalmente, los exalumnos participa en torneos de fútbol como ADECORE, en la categoría máster. Utilizó la misma indumentaria del cuadro profesional y emblema desde los años 1987 hasta 2012. Muchos de los exalumnos del colegio, fueron los fundadores de la Asociación Deportiva San Agustín (refundación del Deportivo San Agustín).
- Colegio San Agustín Fútbol, 1996
- ADECORE 2011, categoría master

### Club San Agustín
Es el equipo filial, dedicado a la práctica de Fútbol 7, fundado a fines del 2010. Participó desde 2011 al 2017 en los campeonatos de la Super Liga Fútbol 7 (Super Liga Stars), realizados en el Coliseo Niño Héroe Manuel Bonilla, del distrito de Miraflores. Fue bicampeón la temporada 2015. En el primer título, derrotó a Universitario de Deportes en la final. Su emblema es similar al de su contraparte de fútbol pero la indumentaria es exactamente la misma.

## Plantel Campeón 1986

#### Campeonato Nacional 1986
| Alineación: - Martín Yupanqui - Teddy Barreda - Jaime Duarte - Carlos Castro - Víctor Alcázar - José Guillermo del Solar - Rigoberto Montoya - Roberto Martínez - Ismael Montesinos - José Pajuelo - José Ziani |  | 'Yupanqui' T.Barreda 'Duarte' C.Castro V.Alcázar 'del Solar' R.Montoya 'Martínez' I.Montesinos J.Pajuelo J.Ziani |
| |  | |

Plantilla Campeón completa: Víctor Alcázar, Teddy Barreda, Jaime Rubio, Alejandro Coronado, Raúl Mejía, Raúl Torres, Roberto Martínez, José Pajuelo, Carlos Castro, José Kajatt, Esteban Falla, José Ziani, Ismael Montesinos, Rigoberto Montoya, [[Martín Yupanqui]], Fernando Revilla, Luis Servat, Francisco Pérez Vargas, Víctor Arce, Felipe Romero, Giacomo Soracco, Carlos Marrou.

## Palmarés

### Torneos Nacionales
| Competición                     | Títulos | Subtítulos |
| ------------------------------- | ------- | ---------- |
| Primera División del Perú (1/0) | 1986    | -          |
| Segunda División del Perú (0/1) |         | 1983       |

### Torneos Regionales
| Competición                      | Títulos                            | Subtítulos |
| -------------------------------- | ---------------------------------- | ---------- |
| Campeonato Regional del Perú (1) | 1986.                              |            |
| Intermedia B (1)                 | 1984.                              |            |
| Liga Distrital de Lince (6)      | 2011, 2012, 2013, 2014, 2015, 2016 |            |
| Liga Distrital de San Isidro (1) | 1977.                              |            |
| Región IX (0/1)                  |                                    | 1982.      |